# Ordona
Ordona är en stad och kommun i provinsen Foggia, i regionen Apulien i södra Italien. Kommunen hade 2 843 invånare (2017) och gränsar till kommunerna Ascoli Satriano, Carapelle, Foggia, Orta Nova samt Cerignola.
Den här artikeln är helt eller delvis baserad på material från italienskspråkiga Wikipedia.